# ميك ذا ورلد غو أواي
ميك ذا ورلد غو أواي (بالإنجليزية: Make the World Go Away)‏ أو اجعل العالم يذهب بعيدا، هي أغنية من تأليف هانك كوكران. تم تسجيلها في البداية من قبل المغني راي برايس عام 1963، وسجلها لاحقا عدة فنانين، وثلاثة منهم نجحوا على قوائم أغاني البوب: تيمي يورو (1963)، إدي أرنولد (1965)، وثنائي دوني وماري أوزموند (1975). أصبحت الأغنية مفضلة بين مغني أغاني الكانتري الهادئة منذ ذلك الحين.

## التاريخ
ألف هانك كوكران الأغنية أثناء تواجده في دار سينما عام 1960. قال أنه غادر الدار بسرعة، وانتهى من تأليفها وبحلول الوقت الذي عاد فيه إلى المنزل.
سجل راي برايس الأغنية، ووصلت للمركز الثاني على قائمة بيلبورد لأغاني الكانتري في عام 1963. [[سجل إدي أرنولد الأغنية في نهاية العام التالي، وتصدرت قائمة الكانتري في عام 1965، وتجاوز نجاحها جمهور الكانتري ووصلت للمركز السادس على قائمة بيلبورد لأغاني البوب، ليكون هذا أفضل مركز له على القائمة، وأصبحت من الأغاني المعرفة به.

## الإصدارات
قام العديد من الفنانين بتقليد هذه الأغنية على مر السنين، ومن هؤلاء:
- سجل راي برايس أول نسخة من هذه الأغنية، ووصلت للمركز الثاني على قائمة بيلبورد لأغاني الكانتري في عام 1963، والمركز 100 على قائمة أغاني البوب.[1] أدرجت الأغنية في ألبوم Burning Memories.
- أصدرت تيمي يورو نسخة سول من الأغنية في عام 1963، وأدرجت في ألبومها بنفس الاسم. حققت الأغنية نجاحا معتدلا، وصلت للمركز 24 على قائمة بيلبورد لأغاني البوب، وكذلك المركز 11 في مجلة آر بي إم الكندية.
- سجل جيم ريفز نسخة من الأغنية في آخر جلسة تسجيل له في يوليو 1964، وأصبحت الأغنية الافتتاحية لألبومه The Jim Reeves Way الذي أصدر عام 1965.
- حققت الأغنية أكبر نجاح لها عندما سجلها إدي أرنولد في عام 1965، حيث وصلت للمركز الأول على قائمة بيلبورد لأغاني الكانتري،[2] كما تصدرت أيضا قائمة أغاني الموسيقى الهادئة (Adult Contemporary). وصلت للمركز السادس على قائمة بيلبورد لأغاني البوب. كانت الأغنية جزءًا مما سمي «]ُموسيقى ناشفيل»، وهو مزيج بين موسيقى الكانتري والبوب، وأصبحت إحدى أشهر تسجيلات الكانتري في الستينيات، كما تعتبر من أشهر أغاني أرنولد خلال مسيرته.
- سجل إلفيس بريسلي نسخة من الأغنية في عام 1970، وكانت آخر أغنية في ألبومه Elvis Country.
- سجل دين مارتن الأغنية في ألبومه بعنوان My Woman, My Woman, My Wife، الذي صدر عام 1970 وكان أحد عدة ألبومات غنى فيها مارتن أغاني كانتري بأسلوب الجاز.
- في عام 1975، سجل الأخوان دوني أوزموند وماري أوزموند الأغنية وأدخلت في الألبوم الذي يحمل نفس العنوان. نال التسجيل نجاحا متوسطا في المملكة المتحدة والولايات المتحدة.
- في عام 1978، سجلت مغنية الكانتري تشارلي ماكلين الأغنية في ألبومها الثاني، Let Me Be Your Baby. وصلت الأغنية المنفردة إلى المركز 73 في قائمة الكانتري.
- أدرجت نسخة ميك غيلي في لعبة الفيديو "غراند ثفت أوتو: سان أندرياس"، حيث وضعت على محطة الإذاعة الخيالية K-Rose.
- غنت كيري أندروود وبراد بيزلي الأغنية في ثنائي في خلال حفل جوائز أكاديمية موسيقى الكانتري عام 2008، لتكريم إدي أرنولد لمسيرته الطويلة.

## إصدارات بلغات أجنبية
كان هناك نسختان محليتان في إيطاليا: الأولى بعنوان "Resta solo come sei" (ابق كما أنت)، مع كلمات بالإيطالية من تأليف ليو كيوسو وتم تسجيلها في عام 1964 بواسطة إيفا زانيكي؛ والثاني بعنوان Qualche cosa tra noi (شيء ما بيننا) من تأبف وتوزيع جانكارلو كياراميلو، تم تسجيلها في أواخر عام 1967 من قبل المغني الياباني يوكو كيشي.

## الاستخدام في التلفزيون والسينما
ظهرت الأغنية مرتين في فيلم العصابات البريطاني «الأسطورة» عام 2015 (مبني على قصة التوأم كراي في لندن)؛ مرة كعرض حي في ملهى ليلي للمطربة الويلزية دفي التي أدت دور تيمي يورو، ثم نسخة تيمي يورو الأصلية في الشارة النهائية للفيلم. زُعم أن تيمي يورو كانت المغنية المفضلة لريجي كراي، وكان يتم حجزها غالبًا لتغني في ملهى كراي الليلي عندما كانت تقيم جولاتها في أوروبا في الستينيات.

## الأداء على القوائم

### راي برايس
| القائمة (1963)                        | أفضل مركز |
| ------------------------------------- | --------- |
| قائمة بيلبورد أغاني الكانتري (أمريكا) | 2         |
| قائمة بيلبورد هوت 100 (أمريكا)        | 100       |

### تيمي يورو
| القائمة (1963)                                 | أفضل مركز |
| ---------------------------------------------- | --------- |
| قائمة بيلبورد هوت 100 (أمريكا)                 | 24        |
| قائمة بيلبورد لأغاني الموسيقى الهادئة (أمريكا) | 8         |

### إدي أرنولد
| القائمة (1965)                                 | أفضل مركز |
| ---------------------------------------------- | --------- |
| قائمة بيلبورد أغاني الكانتري (أمريكا)          | 1         |
| قائمة بيلبورد هوت 100 (أمريكا)                 | 6         |
| قائمة بيلبورد لأغاني الموسيقى الهادئة (أمريكا) | 1         |
| قائمة آر بي إم لأغني الموسيقى الهادئة (كندا)   | 2         |
| قائمة الأغاني في المملكة المتحدة               | 8         |

### دوني وماري أوزموند
| القائمة (1975)                                 | أفضل مركز |
| ---------------------------------------------- | --------- |
| قائمة بيلبورد أغاني الكانتري (أمريكا)          | 71        |
| قائمة بيلبورد هوت 100 (أمريكا)                 | 44        |
| قائمة بيلبورد لأغاني الموسيقى الهادئة (أمريكا) | 31        |
| قائمة آر بي إم لأغني الموسيقى الهادئة (كندا)   | 40        |
| قائمة آر بي إم لأفضل الأغاني (كندا)            | 33        |
| قائمة الأغاني في المملكة المتحدة               | 18        |
| قائمة الأغاني الأيرلندية                       | 20        |

### تشارلي ماكلين
| القائمة (1977)                        | أفضل مركز |
| ------------------------------------- | --------- |
| قائمة بيلبورد أغاني الكانتري (أمريكا) | 73        |

## وصلات خارجية
- كلمات الأغنية الكاملة على مترولايركس